# Elecciones parlamentarias de Dinamarca de 2001
Las elecciones parlamentarias de Dinamarca se celebraron el 20 de noviembre de 2001. Por primera vez desde las elecciones parlamentarias de 1924, los Socialdemócratas no obtuvieron la mayoría de escaños. Anders Fogh Rasmussen, líder del partido de centroderecha el Venstre, se convirtió en Primer ministro, formando coalición con el Partido Popular Conservador junto con el apoyo del Partido Popular Danés. Esta era la primera elección desde 1927 en los tres países nórdicos (Dinamarca, Noruega y Suecia) en que el partido de ideología socialdemócrata no quedaba en el primer lugar de la elección.
La coalición confió en los votos de otros partidos de derecha como el Partido Popular Danés, quienes poseían una fuerte popularidad. La participación electoral fue de un 87.1% en Dinamarca continental, un 80.0% en las Islas Feroe y un 61.5% en Groenlandia. La coalición liderada por el Venstre duraría hasta las elecciones de 2011, durando un período de dos elecciones intermediadas.
Las elecciones marcaron un gran impacto en la política danesa: fue la primera vez en que los partidos de derecha obtuvieran mayoría parlamentaria desde que se dio comienzo al sistema democrático moderno en Dinamarca en 1901; a pesar de que los partidos de derecha se habían mantenido en el poder en varias ocasiones, siempre habían tenido que compartir el poder, formando coaliciones con partidos de centro e izquierda, como el Partido Social Liberal. El historiador Bo Lidegaard declaró que los resultados demostraron un alejamiento del amplio consenso nacional que había existido desde los años treinta, con respecto al estilo de gobernar en Dinamarca. Uno de los cambios más importantes que forzó el cambio fue el aumento de la inmigración como tema político, y el posterior surgimiento del Partido Popular Danés. La inmigración desempeñó un rol fundamental en la campaña electoral de 2001, y se centró especialmente en los atentados del 11 de septiembre en los Estados Unidos, a pesar de que ya había estado llamando la atención desde hace años.

## Resultados
| Partido                     | Votos     | %         | Escaños   | +/–       |
| Dinamarca                   | Dinamarca | Dinamarca | Dinamarca | Dinamarca |
| --------------------------- | --------- | --------- | --------- | --------- |
| Venstre                     | 1 077 858 | 31.26     | 56        | +14       |
| Socialdemócratas            | 1 003 323 | 29.08     | 52        | –11       |
| Partido Popular Danés       | 413 987   | 12.00     | 22        | +9        |
| Partido Popular Conservador | 312 770   | 9.07      | 16        | ±0        |
| Partido Popular Socialista  | 219 842   | 6.37      | 12        | –1        |
| Partido Social Liberal      | 179 023   | 5.19      | 9         | +2        |
| Alianza Roji-Verde          | 82 685    | 2.40      | 4         | –1        |
| Demócratas Cristianos       | 78 793    | 2.28      | 4         | ±0        |
| Demócratas del Centro       | 61 031    | 1.77      | 0         | –8        |
| Partido del Progreso        | 19 340    | 0.56      | 0         | –4        |
| Independientes              | 1 016     | 0.02      | 0         | ±0        |
| Votos en blanco/nulos       | 35 247    | –         | –         | –         |
| Total                       | 3 484 915 | 100       | 175       | 0         |
| Islas Feroe                 |           |           |           |           |
| Partido Unionista           | 7 208     | 27.42     | 1         | +1        |
| República                   | 6 578     | 25.02     | 1         | +1        |
| Partido de la Igualdad      | 6 187     | 23.54     | 0         | –1        |
| Partido Popular             | 5 417     | 20.61     | 0         | –1        |
| Partido de Centro           | 569       | 2.16      | 0         | Nuevo     |
| Partido de Autogobierno     | 434       | 1.25      | 0         | ±0        |
| Votos en blanco/nulos       | 105       | –         | –         | –         |
| Total                       | 26 393    | 100       | 2         | 0         |
| Groenlandia                 |           |           |           |           |
| Inuit Ataqatigiit           | 7 172     | 30.83     | 1         | +1        |
| Siumut                      | 6 033     | 25.94     | 1         | ±0        |
| Atassut                     | 5 138     | 22.09     | 0         | –1        |
| Independientes              | 4 917     | 21.14     | 0         | ±0        |
| Votos en blanco/nulos       | 559       | –         | –         | –         |
| Total                       | 23 819    | 100       | 2         | 0         |
| Fuente: Nohlen & Stöver     |           |           |           |           |